# سیارک ۳۶۰۳۳
سیارک ۳۶۰۳۳ (به انگلیسی: 36033 Viseggi، نامگذاری:1999OC1) سی و شش هزار و سی و سومین سیارک کشف شده‌است که در ۱۹ ژوئیه ۱۹۹۹ کشف شد.